# Molino del Rey
El Molino del Rey es un edificio situado en el Complejo Cultural Los Pinos (antigua residencia oficial del presidente de la República Mexicana), y las avenidas Paseo de la Reforma, Constituyentes y el Anillo Periférico Centro, en la Ciudad de México. El 8 de septiembre de 1847, en este lugar, el ejército mexicano combatió a las fuerzas invasoras de los Estados Unidos de América en la batalla del Molino del Rey.

## Historia
La construcción del edificio conocido como El Molino del Rey data de fines del siglo XVI, fue edificado bajo el nombre de Molinos de “El Salvador”, destinados a la fabricación de harina. El área donde se le edificó era conocida entonces como las Lomas del Rey, ya que era un sitio dedicado al Emperador Carlos I de España.
Este conjunto de construcciones permaneció intacto hasta septiembre de 1847, cuando la mayoría de los edificios fueron destruidos durante los bombardeos previos a la batalla de Chapultepec, quedando en pie únicamente los molinos de harina y de pólvora tras la batalla del Molino del Rey. En 1851 el molino de harina fue vendido al general José María Rincón Gallardo, quien lo conservó hasta la intervención francesa de 1862, año en que se le realizaron algunas modificaciones, siendo la principal de ellas, la construcción de una rampa. En 1898, durante el período presidencial de Porfirio Díaz, parte de los terrenos del Molino del Rey fueron adquiridos por el Gobierno Federal, instalándose unos hornos para la fabricación de ladrillos en 1902, no obstante, el edificio seguía utilizándose como depósito de granos. 
Durante la etapa de la Revolución (1919), siendo presidente Venustiano Carranza, se expropiaron los terrenos de La Hormiga, se había fraccionado el predio, vendiéndose la mayor parte de los terrenos a la “Chapultepec Heights Company”, creándose en el lugar varias colonias, como las Lomas de Chapultepec. A partir de 1936, el edificio se convirtió en parte de la Residencia Oficial de los Pinos, para que en 1948 se instalaran en su interior las oficinas de las intendencias de las residencias presidenciales, pasando a ser oficialmente la sede del Estado Mayor Presidencial.
En la década de 1940 los jóvenes de la así llamada "Época de oro del toreo mexicano" se entrenaban en estos campos. Entre ellos estaban los toreros: Armando Espino, Ignacio Espino, Joaquín Granada "El Yesero", José Juárez "El Gitanillo", Valeriano López, Felipe López y Gabriel Soto.
En 1997 se instaló frente a este edificio una Galería Histórica, con el fin de albergar distintos objetos relacionados con la labor de este cuerpo militar. En 2018 el molino, al igual que todo el conjunto residencial, pasó a ser parte del Complejo Cultural Los Pinos.

## Galería

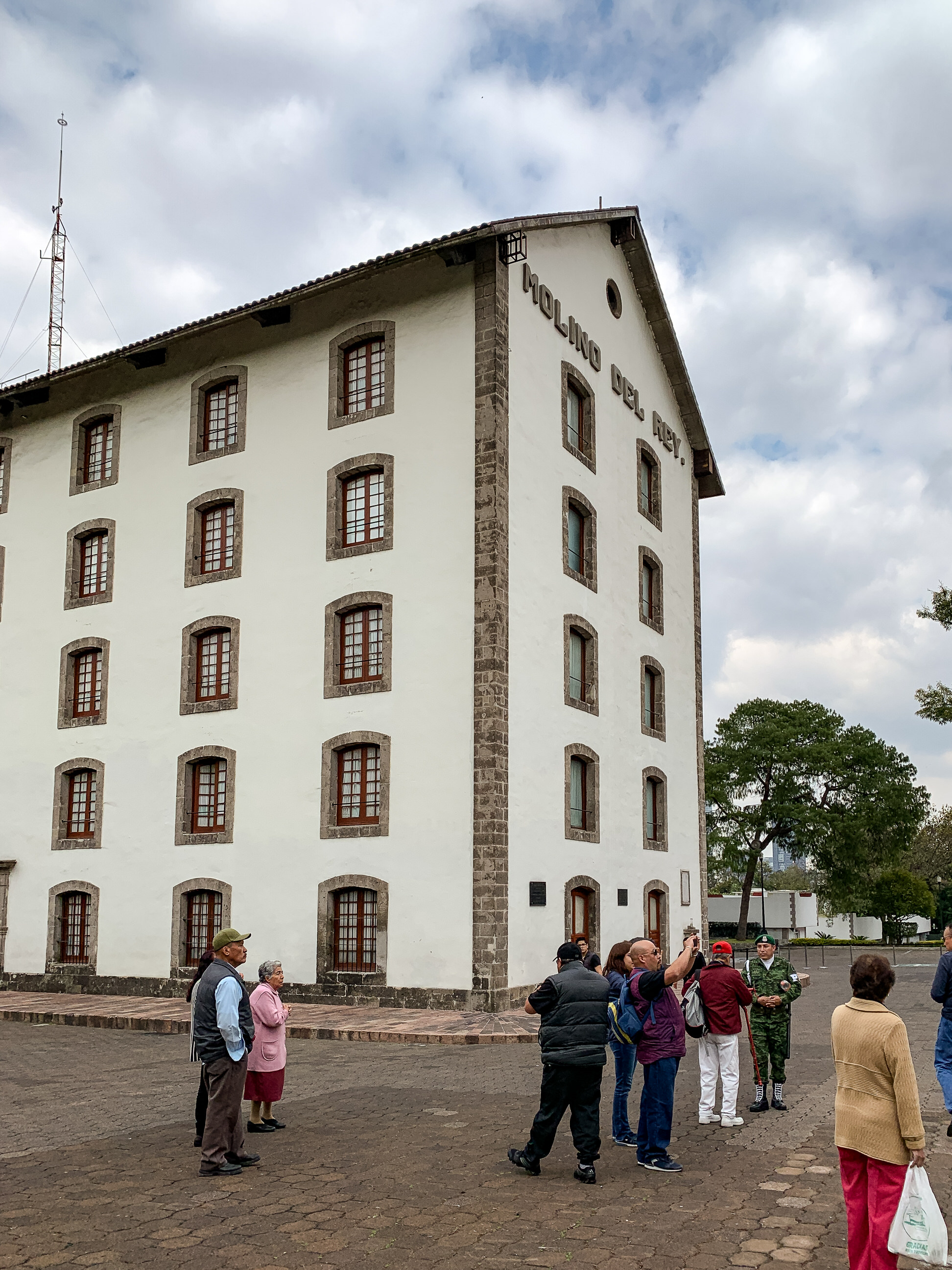
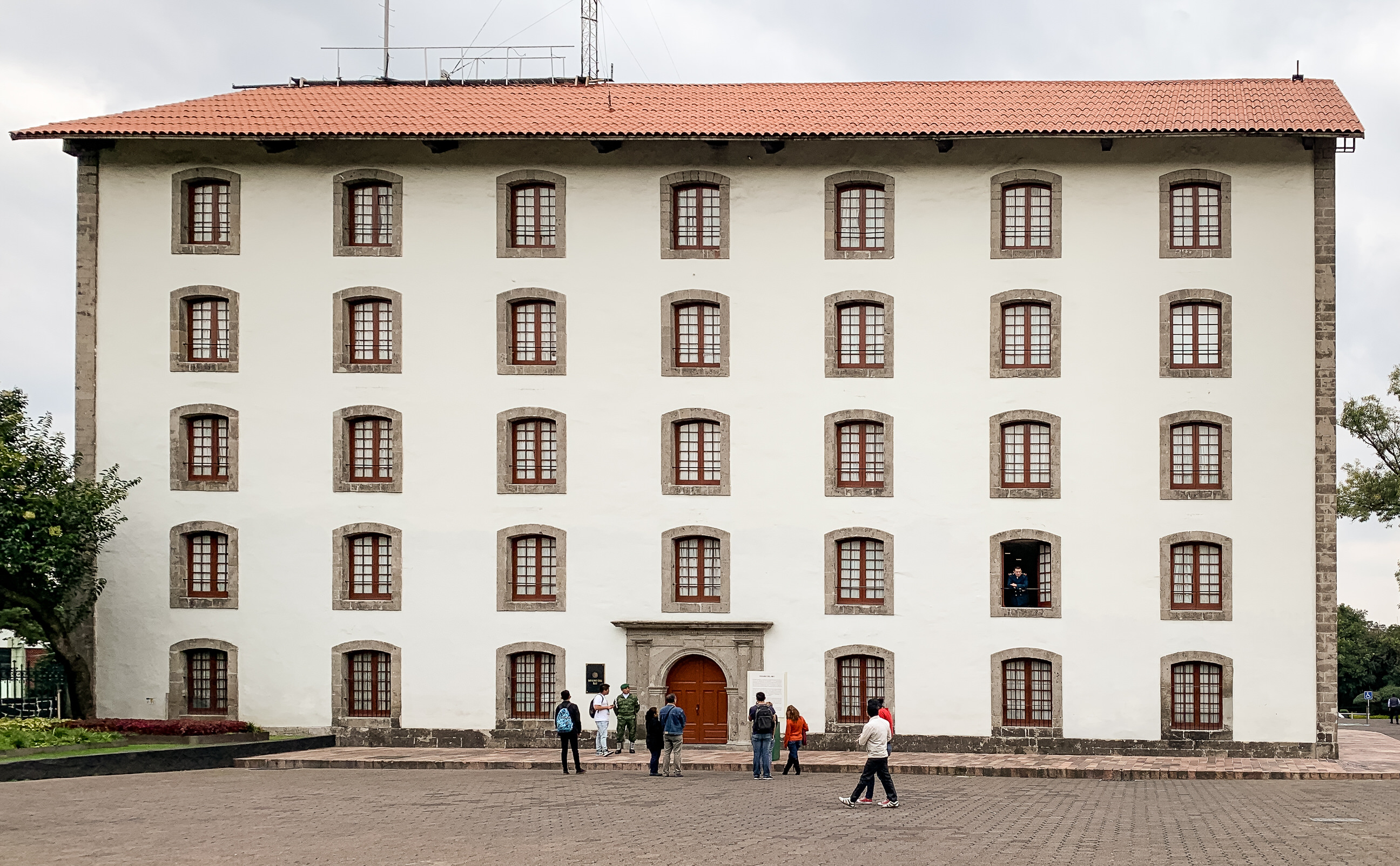
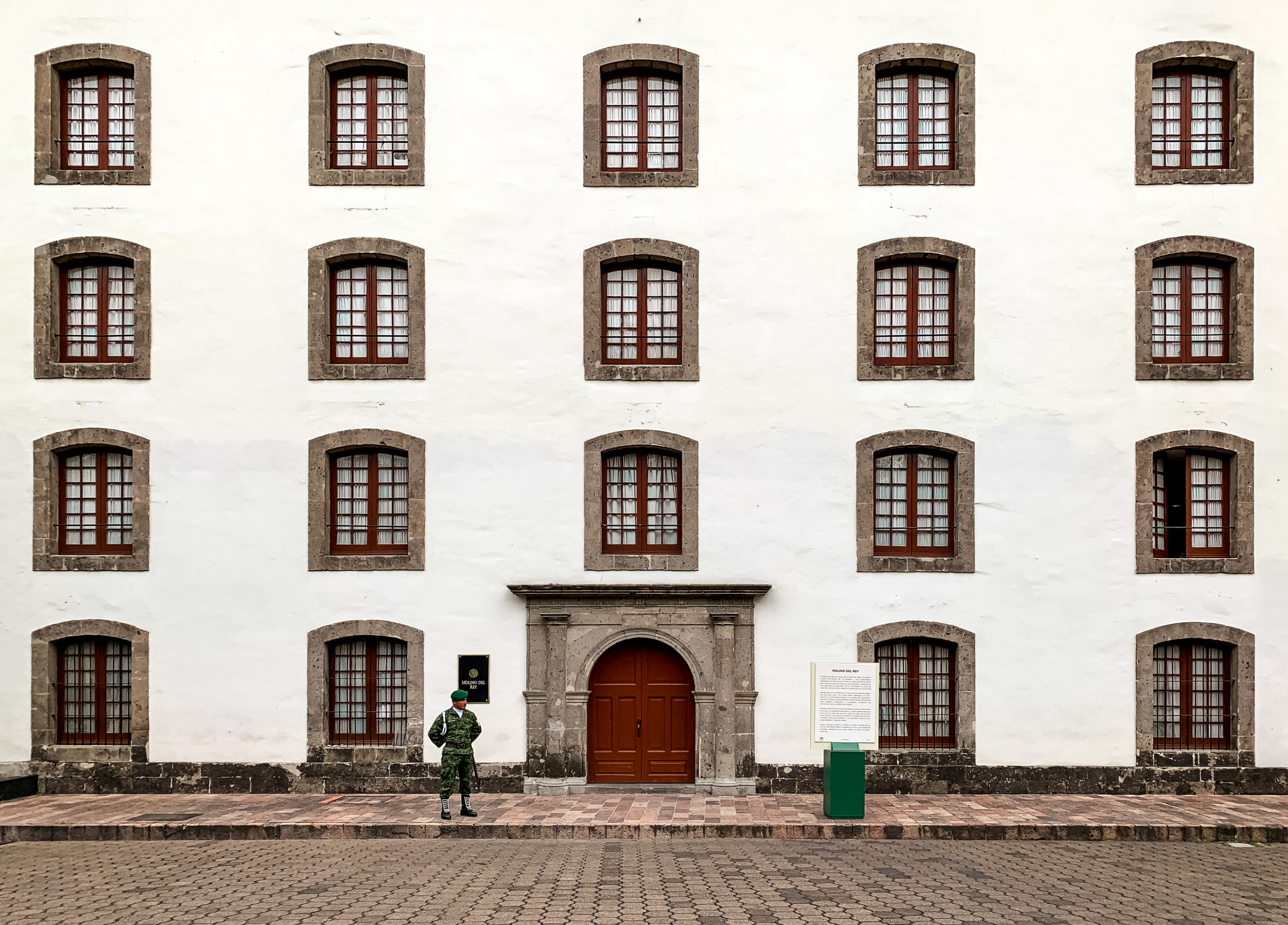
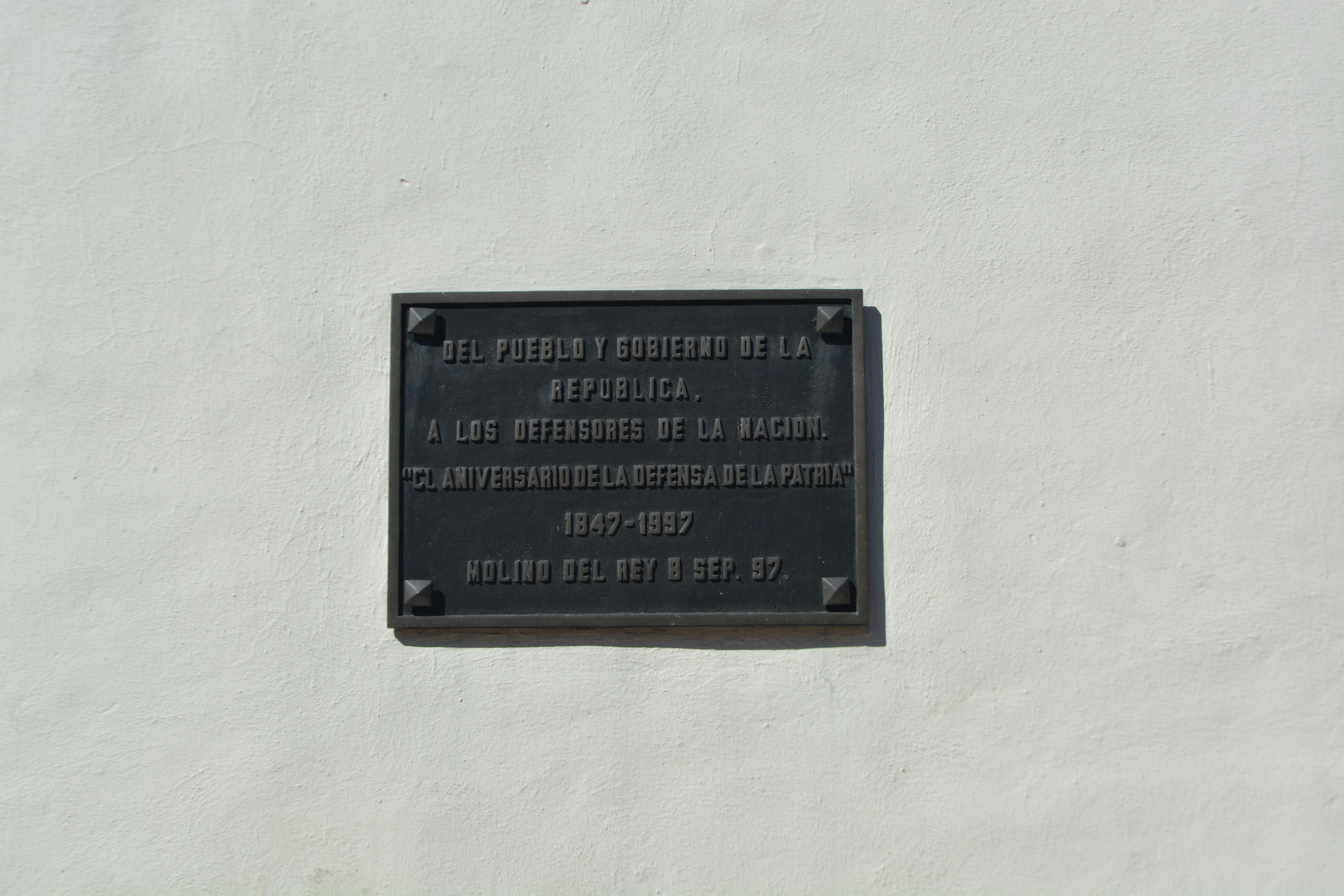
Placa conmemorativa de la batalla, 1847.
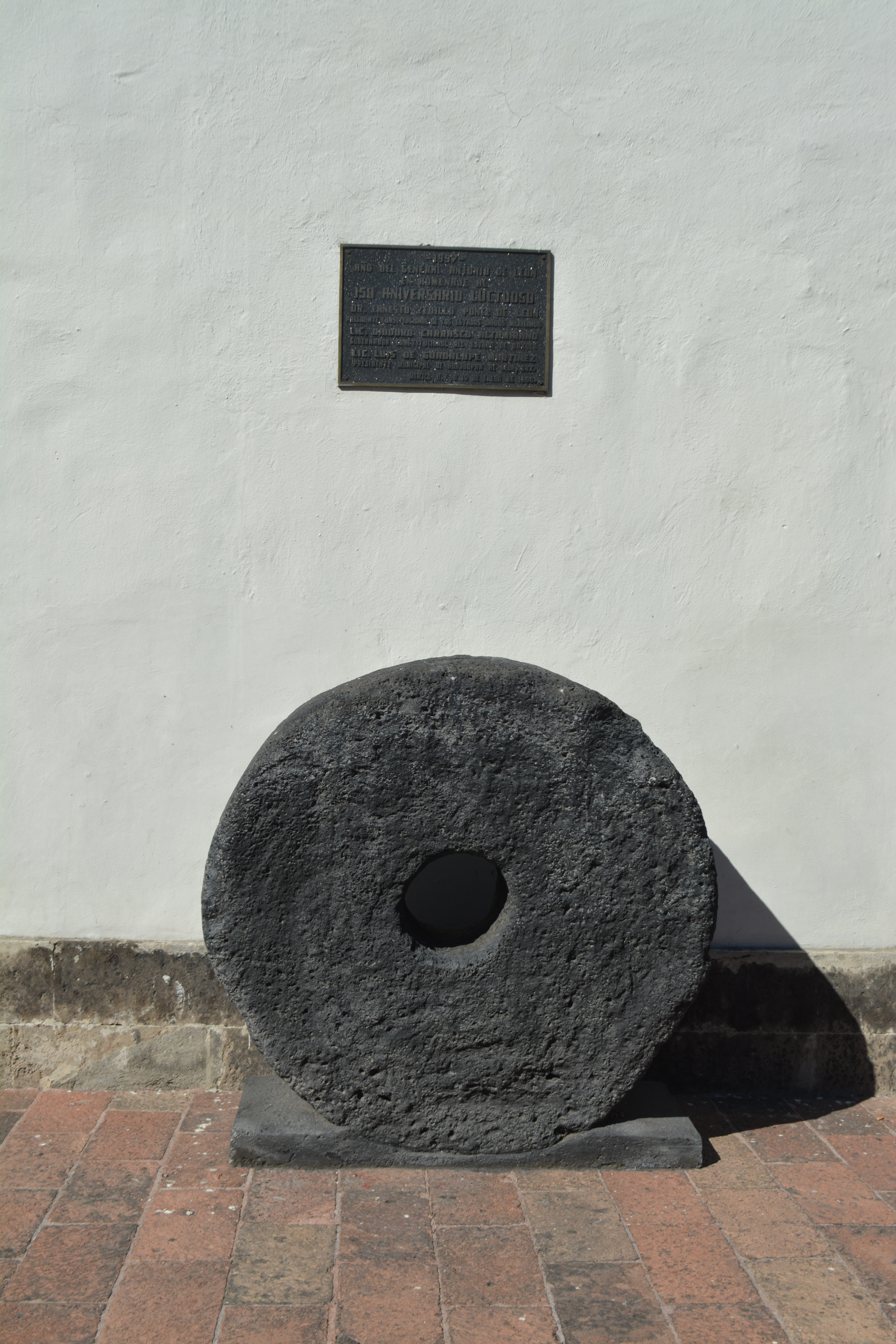
Muela de molino del Molino del Rey.